# Barberà del Vallès
Pour les articles homonymes, voir Barberà.
Barberà del Vallès est une commune de la province de Barcelone, en Catalogne, en Espagne, de la comarque de Vallès Occidental

## Géographie
Commune située dans l'Àrea Metropolitana de Barcelona

## Économie
Le groupe Kao Corporation y possède son siège européen ainsi qu'un site de production de toner.